# Вілямовиці (Нижньосілезьке воєводство)
Вілямовиці (пол. Wilamowice) — село в Польщі, у гміні Цепловоди Зомбковицького повіту Нижньосілезького воєводства.
Населення — 130 осіб (2011).
У 1975-1998 роках село належало до Валбжиського воєводства.

## Демографія
Демографічна структура станом на 31 березня 2011 року:
|          | Загалом | Допрацездатний вік | Працездатний вік | Постпрацездатний вік |
| -------- | ------- | ------------------ | ---------------- | -------------------- |
| Чоловіки | 68      | 15                 | 49               | 4                    |
| Жінки    | 62      | 10                 | 35               | 17                   |
| Разом    | 130     | 25                 | 84               | 21                   |